# Heinz Dohmen
Heinz Dohmen (* 23. August 1934 in Heinsberg, Rheinland) ist ein deutscher Architekt. Er war von 1976 bis 1999 Diözesanbaumeister bzw. Dombaumeister des Ruhrbistums in Essen.

## Leben
Ab 1954 studierte Dohmen Architektur an der RWTH Aachen, u. a. bei den Professoren Hans Schwippert, Rudolf Steinbach, Erich Kühn, Willy Weyres und Anton Wendling, wo er 1959 das Diplom erwarb. 1974 promovierte er bei Willy Weyres mit einer Dissertation über die Kirchen des Erftraumes im 19. Jahrhundert in den Kreisen Bergheim, Grevenbroich und Neuss.
Heinz Dohmen war vom 1. Oktober 1976 bis 30. September 1999 Diözesanbaumeister und -konservator im Bistum Essen, seit 1984 auch Dombaumeister. Von 1981 bis 2003 war Dohmen Lehrbeauftragter an der Universität-Gesamthochschule Essen für Baugeschichte und künstlerische Techniken für Architekten (Freies Zeichnen, Aquarellieren und Glasmalerei). Er hielt Gastvorlesungen an den Universitäten Bochum, Würzburg und Fribourg (Schweiz). Heinz Dohmen ist weiterhin seit dem Studium als Gebrauchsgrafiker, Glasmaler, Kalligraph und Studien-Reiseleiter tätig und hält Vorträge über zahlreiche Themen in Kultur-, Kunst- und Baugeschichte sowie Kirchenführungen im gesamten westeuropäischen Raum. Heinz Dohmen war Teilnehmer und Preisrichter (auch Vorsitzender) zahlreicher Architektur- und Städtebau-Wettbewerbe. Er erreichte Preise bzw. Platzierungen in allen Kategorien, veröffentlichte Publikationen und erhielt Lehraufträge im Bereich des kirchlichen Bauens sowie der Weltkulturen.

## Werk

### Bauten und Entwürfe

#### Profanbauten
In den Jahren 1961 bis 1975, während Dohmens Tätigkeit als freier Architekt mit eigenem Büro in Wassenberg, entstanden Entwürfe für circa 180 Objekte aller Art, vorwiegend Ein- und Mehrfamilienhäuser, zahlreiche Arztpraxen, Geschäftshäuser, Gewerbe- und kleinere Industriebauten, Bauten für die Jugend, Versammlungsstätten und Ausstellungspavillons, dazu Sanierungen, Umnutzungen und Denkmalpflege-Maßnahmen an Kirchenbauten sowie das Caritas-Kinderdorf Jugendhof Franziska Schervier in Geilenkirchen, mehrere davon aufgrund von Wettbewerbserfolgen.

#### Kirchenneubauten
- Heilig Kreuz in Arnsberg (1973 ff. mit Stephan und Ursula Legge, Bonn)
- St. Petrus Canisius in Werdohl-Eveking (1975, mit Stephan und Ursula Legge, Bonn)
- St. Anno in Essen-Stoppenberg (1977, mit Stephan und Ursula Legge, Bonn), seit ca. 2008 serbisch-orthodoxe St.-Stephan-Kirche mit Ikonostase
- Laufende Bau- und Sanierungsarbeiten am Essener Dom 1975–1999
- Westkrypta des Essener Doms als Bischofsgrablege (mit Hans Straetmans und Emil Wachter), seit Dezember 2000: „Adveniat-Krypta“
- Kirche und Kapelle, 2 Neubauten im Studienhaus St. Altfrid, Essen-Kettwig, mit Hans Straetmans bzw. Ralf Meyers sowie die Schwesternkapelle im Bischöflichen Generalvikariat Essen (1980/1996)
- St. Anna in Rheinberg, (1983/2006) nach Wettbewerbserfolg
- zwei Papstaltäre zum Besuch Johannes Pauls II. im Bistum Essen am 2. Mai 1987
  - auf Zeche Prosper-Haniel in Bottrop unter einem Förderbock
  - im Gelsenkirchener Parkstadion als Sechsstern-Insel unter einem simulierten, kreuztragenden hohen 4-Stützen-Fördergerüst in Stadionmitte
- ab 1990 acht Kirchen in Nordost-Brasilien, und zwar – auf Bitten von Bischof Reinhard Pünder – die Kathedrale in Coroatá (Maranhão), 1991–2001[1] sowie im Bistum Parnaíba, in Pedro Segundo, in São João da Fronteira und in Cajueiro da Praia (alle in Piaui), in Codó, in Peritoró und in Alto Alegre do Maranhão (alle in Maranhão), darunter sechs Neubauten und zwei Umbauten.[2]
- eine Kleinkirche auf Bali (bei Denpasar, mit seinem Bruder Pater Christian Dohmen SVD)

zahlreiche Kirchen-Umgestaltungen und Neuausstattungen in den Bistümern Aachen, Essen, Münster und Paderborn sowie in Nordost-Brasilien
- Entwürfe für 10 Orgelprospekte: Essen-Werden St. Ludgerus (mit Klais, Bonn), Essen-Stoppenberg Karmelkirche (mit Seifert Kevelaer), Essen-Borbeck St. Dionysius (mit Seifert Kevelaer), Essen-Altendorf St. Clemens-Maria-Hofbauer (mit Rieger Österreich), Essen-Mitte St. Engelbert (mit Klais, Bonn und DBM Kleffner), Bochum-Wattenscheid Propsteikirche (mit Sauer Höxter), Gelsenkirchen-Scholven St. Josef (mit Beckerath Hamburg), Gelsenkirchen-Ressermark St. Ida (mit Stockmann Werl), Oberhausen-Styrum  Unsere Liebe Frau (mit Oberlinger Windesheim), Schwelm St. Marien (mit Seifert Kevelaer).

#### Glasmalereien privat sowie in zahlreichen Kirchen und Kapellen (Auswahl)
- Hagen-Vorhalle, Liebfrauen, (39 Fenster)
- Werdohl-Eveking, St. Petrus Canisius, (5 Fenster und 2 Foyer-Glaswände)
- Dortmund-Kirchhörde, St. Patrokli, (9 Fenster)
- Dortmund-Eving, St. Marien, (8 Ornamentfenster und -fensterbänder in der von Dohmen umgebauten Kirche)
- Essen-Werden, Kardinal-Hengsbach-Haus (6 Fenster) & Kapelle der Kliniken-Süd, (4 Fenster)
- Essen-Holsterhausen, B.M.V.-Schule Essen—Raum der Stille, (2 Lichtwände)
- Essen-Stoppenberg, Stiftskirche Maria in der Not, (14 Fenster)
- Oberhausen-Sterkrade, St. Clemens, (Große Taufkapellen-Glaswand)
- Baesweiler b. Aachen, Mahnkapelle am Friedhof, (7 Fenster)

dazu Einzelfenster für zahlreiche weitere Kirchen, Kapellen und private Bauherren
seit 1960 bis 2010, insgesamt ca. 80 Aufträge.(s. a. Stiftung Glasmalerei des 20./21. Jh. Mönchengladbach-Winkeln)
- Seit besonderen Studien zur arabischen Schönschreibkunst 2014 vermehrte Arbeiten in eigener Kalligraphie.

### Schriften
- Kirchenbauten des Erftraumes im 19. Jahrhundert (1800 - 1870) in den Kreisen Bergheim, Grevenbroich und Mönchengladbach. Dissertation, Technische Hochschule Aachen, Fakultät für Bauwesen, 1974.
- Abbild des Himmels. 1000 Jahre Kirchenbau im Bistum Essen. Verlag Hoppe und Werry, Mülheim an der Ruhr 1977.
- So bauten sie Kirchen. 30 Kirchbaubeispiele im Bistum Essen. Ludgerus-Verlag, Essen 1981.
- Kirche. Haus Gottes und der Gemeinde. Neue Kirchen im Bistum Essen 1965–1992. Plöger, Annweiler / Essen 1992.
- gemeinsam mit Dirk Ansorge (Hrsg.): Raum und Transzendenz. Religiöse Elemente moderner Architektur. Essen 1996.
- gemeinsam mit Eckhard Sons: Kirchen, Kapellen, Synagogen in Essen. Nobel, Essen 1998.
- Dem Leben auf den Grund gehen. Emil Wachters Adveniat-Krypta in der Essener Münsterkirche. Essen 2002.
- Essen gezeichnet. Kunstverlag Josef Fink, Lindenberg 2010, ISBN 978-3-89870-647-6.
- Herz-Jesu-Kirche Bottrop. Kunstverlag Josef Fink, Lindenberg 2004, ISBN 978-3-89870-201-0.
- Pfarrkirche Sankt Maximin, Koblenz-Horchheim. Kunstverlag Josef Fink, Lindenberg 2007, ISBN 978-3-89870-401-4.
- Kirche des Elisabeth-Krankenhauses Essen. Kunstverlag Josef Fink, Lindenberg 2010, ISBN 978-3-933784-92-6.
- Die Basilika St. Ludgerus in Essen-Werden. Kunstverlag Josef Fink, Lindenberg 2011, ISBN 978-3-89870-708-4.
- Europäische Dome gezeichnet. Kunstverlag Josef Fink, Lindenberg 2019, ISBN 978-3-95976-185-7.

Außerdem  circa 40 Bände mit Reiseskizzen von Reiseleitungen des Autors und etliche Künstlerbiografien:
- Anne Marie Stoll-Rommerskirchen. Leben und Werk. Geilenkirchen 1983.
- Ernst Rasche Bildhauer Mülheim 1926–1986. 1987.
- Hildegard Bienen Malerin Bildhauerin Marienthal 1977–1990. Aurel Bongers, Recklinghausen 1991.
- ca. 15 Kirchenführer und rund 200 Fachaufsätze über Kirchenbau, Denkmalpflege, Glasmalerei, Weltkultur, Reisen u. v. a. m.
- seit ca. 25 Jahren offizielle Berichterstattung von den jährlichen Dombaumeistertagungen als Zusammenfassung aller Referate im jeweiligen Dokumentationsband sowie in der Fachzeitschrift für Kirche und Kunst Das Münster, illustriert mit Zeichnungen bzw. Freihandskizzen des Autors.
- Andere Aktivitäten: Teilnahme an Ausstellungen von Entwürfen, Zeichnungen, Aquarellen, Glasmalereien, Portraits und anderem, künstlerisches Schaffen coram publico beim Essener Straßenfest zum 50-jährigen Bestehen des Bistums Essen 2008, bei Architektentagen in Bonn und Hannover, bei den Essen-Werdener Kunsttagen alljährlich ab 2007 oder beim Werdener Stillleben 2012.
- Große Werkschau des Autors durch den BDA in Essen zu seinem 80. Geburtstag im November / Dezember 2014 im Kunstforum Essen am Kopstadtplatz
- Weitere große Werkschau von August bis Dezember 2015 im Kardinal-Hengsbach-Haus in Essen-Werden

## Mitgliedschaften
- Bund Deutscher Architektinnen und Architekten
- Europäischer Dombaumeisterverein e. V. („Ehrendombaumeister“ seit 2005)
- Katholischer Akademikerverband Deutschland
- Kunstverein im Bistum Essen (Vorstand) bis Nov. 2015
- Münsterbauverein Essen
- Kunstring Folkwang Essen
- Rotary-Club Essen-Süd (1980–2009, Paul-Harris-Fellow)
- CSL Communitas Sancti Ludgeri Essen-Werden (seit 1977)